# Atesmerius
Atesmerius oder Adsmerius ist der Name eines keltischen Gottes, der nach der Interpretatio Romana mit Mercurius gleichgesetzt wird.
Atesmerius wird in zwei Weiheinschriften genannt, die eine aus Meaux (Iatinum/Fixtinnum, römische Provinz Lugdunensis), dem Hauptort des gallischen Stammes der Meldi, die andere aus Poitiers (Limonum, römische Provinz Aquitania), wo er in der Schreibweise Adsmerius vorkommt.
Der Name einer weiblichen Gottheit Atesmerta ist auf einer Weiheinschrift zu lesen, die 1918 in einem Wald bei der ehemaligen Templer-Commanderie Corgebin (Département Haute-Marne) gefunden wurde (ILTG 414) – siehe auch Fundkarte bei Rosmerta.